# Шері-Енн Брукс
Шері-Енн Брукс (англ. Sheri-Ann Brooks; нар. 11 лютого 1983) — ямайська легкоатлетка, яка спеціалізувалася на спринті.

## Спортивні досягнення
Учасниця олімпійських змагань з естафетного бігу 4×100 метрів (2008, виступала в попередньому забігу).
Чемпіонка світу з естафетного бігу 4×100 метрів (2013, виступала в попередньому забігу). Срібна призерка чемпіонату світу з естафетного бігу 4×100 метрів (2007).
Бронзова призерка чемпіонату світу в приміщенні з бігу на 60 метрів (2010).
Срібна призерка Світових естафет з естафетного бігу 4×200 метрів (2014).
Чемпіонка Панамериканських ігор з естафетного бігу 4×100 метрів (2007). Срібна призерка Панамериканських ігор з бігу на 200 метрів (2007).
Чемпіонка Ігор Співдружності з бігу на 100 метрів та естафетного бігу 4×100 метрів (2006).
Віцечемпіонка Ямайки з бігу на 200 метрів (2005). Бронзова призерка чемпіонату Ямайки з бігу на 100 метрів (2007, 2009, 2013).